# Asellio Emiliano
Asellio Emiliano (latino: Asellius Aemilianus; 144 circa – Cizico, 193) è stato un senatore e militare romano.

## Biografia
Probabilmente di origine africana, Emiliano fu legatus Augusti pro praetore ("governatore") della Tracia sotto Marco Aurelio (176/180 o 174/177), console suffetto nel 177, ufficiale sotto Commodo, legatus Augusti pro praetore di Siria tra il 187 circa e il 190 circa (con il comando delle legioni III Gallica e IIII Scythica), e poi proconsole d'Asia nel 192-193.
Imparentato con Clodio Albino, nel 193 si trovò a decidere in quale campo schierarsi, nella lotta per il trono tra Albino, comandante di tre legioni in Britannia, Pescennio Nigro, governatore della Siria e comandante di nove legioni, e Settimio Severo, comandante delle dodici legioni danubiane, che era stato proclamato imperatore a Roma dal Senato romano. Dopo qualche tentennamento, anche dovuto al fatto che Severo aveva proclamato Albino cesare, Emiliano si schierò dalla parte di Nigro, portando in dote la propria influenza ed autorità; la reazione di Severo, che si trovava a Roma, fu quella di far dichiarare Emiliano e Nigro nemici dello stato dal Senato romano e di prenderne come ostaggi i figli.
Emiliano fu incaricato da Nigro di difendere le coste meridionali del Mar di Marmara con un contingente di legionari e volontari, in previsione di un attacco dell'esercito di Severo. L'attacco si verificò e Emiliano non fu in grado di fermare le legioni danubiane di Severo, comandate da Tiberio Claudio Candido, il quale sconfisse Emiliano nella battaglia di Cizico e, dopo averlo catturato mentre fuggiva, lo mise a morte.
Per la sua collaborazione con Nigro, Severo condannò Emiliano alla damnatio memoriae.